# 三つのオレンジへの恋

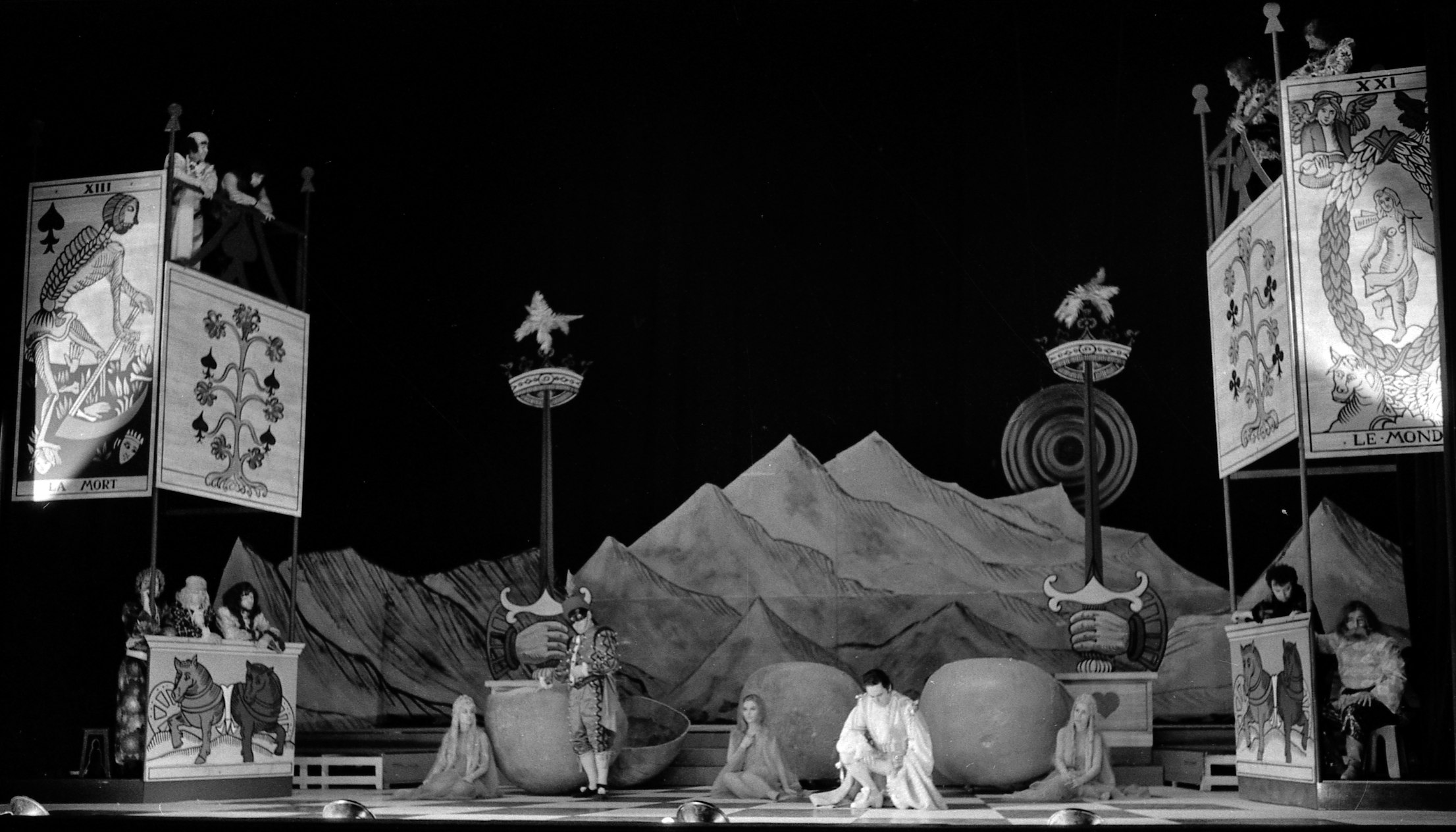

『三つのオレンジへの恋』（みっつのオレンジへのこい、イタリア語：L'amore delle tre melarance）は、カルロ・ゴッツィによって書かれた寓話劇。1761年に初演。1921年にセルゲイ・プロコフィエフによってオペラ化された。

## プロコフィエフによるオペラ

### 作曲の経緯と初演
1918年にソヴィエト政権が樹立したロシアから逃れ、アメリカへ亡命したプロコフィエフは、その途上で、イタリアの劇作家カルロ・ゴッツィの同名の童話によるオペラを構想する。ニューヨークに到着した後、台本の草稿を仕上げたプロコフィエフは、当時シカゴ歌劇場（シカゴ・オペラ協会）の指揮者を務めていたクレオフォンテ・カンパニーニ（1860年 - 1919年）と出会い、彼が新作オペラを委嘱したため、1919年1月から作曲を開始し、半年を経た10月1日に総譜を完成させている。なお、本来は前作『賭博師』を上演することをカンパニーニは希望していたが、『賭博師』の総譜は革命下のロシアにあり、必要な資料を得ることが叶わなかったため、急遽新作をプロコフィエフに委嘱したのである。
しかし、完成に差しかかった直前にカンパニーニが急死し、プロコフィエフは契約を巡って劇場側と対立し、果てに表面化したため、初演は延期という事態になってしまう。2年後の1921年12月30日にシカゴ歌劇場（オーディトリアム）で、プロコフィエフ自身の指揮によって初演され、大成功を収めた。これに続いて1925年3月14日にドイツのケルンにおけるヨーロッパ初演、1926年2月18日のレニングラード（現サンクトペテルブルク）におけるソ連初演がそれぞれ行われている。
なおプロコフィエフは、レニングラードでの初演の舞台を絶賛し、「私の故国で、この作品が最も素晴らしく上演されたことはとても幸せです」と語っている。

## 組曲 作品33bis
プロコフィエフはオペラから6曲を抜粋し、組曲として1919年に編曲した。演奏時間は約16分。組曲版は今日演奏会で取り上げられることが多く、またその中の行進曲とスケルツォ（第3曲と第4曲）は単独でも演奏されることもあり、後にプロコフィエフ自身によってピアノ用に編曲されている（作品33ter）。
- 第1曲 変わり者たち
- 第2曲 カルタ遊びをする魔法使いチェリオとファタ・モルガーナ（地獄の場面）
- 第3曲 行進曲
- 第4曲 スケルツォ
- 第5曲 王子と王女
- 第6曲 逃亡

## 原作
- 原作：カルロ・ゴッツィの寓話劇（または戯曲）『三つのオレンジへの恋のおとぎ話』による。
  - ロシア語版：ゴッツィの戯曲をもとに、フセヴォロド・メイエルホリド、ヴラディーミル・ソロヴィヨーフ、コンスタンティン・ヴォガクらが1913年に脚色。

## 配役
| 人物名                 | 声域                     | 役                       |
| ---------------------- | ------------------------ | ------------------------ |
| トゥレーフ             | バス                     | 架空の国の国王           |
| 王子                   | テノール                 | 国王トゥレーフの息子     |
| 王女クラリーチェ       | アルト                   | 国王トゥレーフの姪       |
| レアンドル             | バリトン                 | 宰相、スペードの女王の服 |
| トゥルファルディーノ   | テノール                 | 道化師                   |
| パンタロン             | バリトン                 | 国王の腹心               |
| チェリオ（チェーリイ） | バス                     | 魔術師、王の守護者       |
| ファタ・モルガーナ     | ソプラノ                 | 魔女、レアンドルの保護者 |
| リネッタ               | アルト                   | オレンジの中の王女       |
| ニコレッタ             | メゾソプラノ             | オレンジの中の王女       |
| ニネッタ               | ソプラノ                 | オレンジの中の王女       |
| クレオンタ             | バス                     | 料理人                   |
| ファルファレロ         | バス                     | 悪魔                     |
| スメラルディナ         | メゾソプラノ             | 黒人の女奴隷             |
| 式部官                 | テノール                 |                          |
| 伝令使                 | バス                     |                          |
| ラッパ吹き             | （バストロンボーン奏者） |                          |

## 演奏時間
約1時間50分（2時間）
内訳…第1幕：約30分、第2幕：約25分、第3幕：約42分、第4幕：約13分

## 楽器編成
3管編成による
- 木管楽器：ピッコロ、フルート2、オーボエ2、イングリッシュホルン、クラリネット2、バスクラリネット、ファゴット2、コントラファゴット
- 金管楽器：ホルン4、トランペット3、トロンボーン3、テューバ
- 打楽器：ティンパニ、大太鼓、小太鼓
- その他：弦五部、ハープ2
- バンダ（舞台上でのアンサンブル）：トランペット3、トロンボーン3、シンバル、トライアングル、小太鼓、ハープ

## 原書のあらすじ
ハートの王は極度のうつ病にかかった王子のことで悩んでいる。家臣のパンタローネは王子を笑うことによって治すために道化師トルファルディーノを呼び寄せることを提案する。王子の病気が治ると王位をとることができなくなってしまう姪のクラリーチェと大臣のレアンドロはこの計画に反対する。レアンドロは魔女モルガーナに相談する。そして、宴会の日が来るが、トルファルディーノは王子を笑わせることが出来ない。ところが王子は邪悪な魔女ファタ・モルガーナが転んだのを見て笑い、怒ったモルガーナに、3つのオレンジに恋をするという呪いをかけられてしまう。王子はトルファルディーノをつれて、3つのオレンジがあるクレオンタの城へ旅に出る。
砂漠では、王子の味方の魔法使いのチェリオが悪魔ファルファレッロから、モルガーナの呪いについて聞き出す。2人がクレオンタの城の近くにたどり着いたときにチェリオが現れ、数々の危険が待っていることを伝える。それは、錆だらけになった門、おなかをすかせた犬、湿気で腐りかけたスープ、箒がないために炉を乳房で掃いているパン焼き女だとチェリオが言う。そして、それぞれの危険を回避するための道具を2人に与え、オレンジを手に入れたらすぐに逃げること、泉の近くに行くまではオレンジを切ってはいけないと忠告する。
王宮についた2人はチェリオの指示通りにして、オレンジを城から持ち出すことに成功する。しかし、帰る途中でオレンジはどんどん大きくなっていき、トルファルディーノは喉が渇いてしまう。王子が寝ている隙に2個のオレンジを切ると、それぞれから王女が出てくるが、水を求めながら喉の渇きを訴えて死んでしまう。王子が目覚めて湖の近くまで行き、最後のオレンジを切ると、中からニネッタ王女が現れ、水を求める。王女と王子は相思相愛となり、結婚を誓う。王女の服がみすぼらしかったので、王子は着替えを取りに王女を残して王宮に戻る。その間に、モルガーナが使わした黒人女スメラルディーナが現れ、王女を鳩に変えてしまう。王子が王と家臣を連れて帰ってくると、スメラルディーナが王子と結婚することになっていると主張する。王は約束は守るべきだといって、王子はしぶしぶ承諾する。
王宮ではチェリオとモルガーナが戦うが決着がつかない。台所でトルファルディーノが料理をしていると、窓辺に鳩が来てトルファルディーノに話しかけ、彼は眠り込んでしまい、料理を3回も焦がしてしまう。王が料理はまだかと怒っていると、パンタローネがくる。トルファルディーノとパンタローネは鳩を捕まえ、刺さった針を抜くと、鳩はニネッタ王女にもどる。ニネッタはそれまでの経緯を一同に説明し、王はスメラルディーナを火あぶりの刑に処することを命じる。チェリオが現れてレアンドロやクラリーチェの陰謀を暴き、彼らは国外追放される。王子と王女は結ばれる。

## 録音
CDおよびDVD（BD含む）は5種類ほど確認できる。
| 指揮者                 | 管弦楽団・合唱団                                            | 配役 | 録音年  | レーベル                | 備考                  |
| ---------------------- | ----------------------------------------------------------- | --- | ------- | ----------------------- | --------------------- |
| ジェマル・ダルガート   | モスクワ放送交響楽団 モスクワ放送合唱団                     | ニーナ・ポリアコワ タチアナ・カリストラトワ タマーラ・メドヴェージェワ リュドミラ・ラフコヴェツ タチアナ・エロフェーエワ ウラジーミル・マーホフ ユーリー・エルニコフ ボリス・ドブリン イワン・ブドリン ヴィクトル・リビンスキー ゲンナジー・トロイツキー | 1961    | メロディア              |                       |
| ケント・ナガノ         | リヨン国立歌劇場管弦楽団・合唱団                            | ガブリエル・バキエ ジャン・リュック・ヴィアラ エレーヌ・ペラガン Vincent Le Texier ジョルジュ・ゴーティエ Didier Henry Gregory Reinhart Michèle Lagrange ジュール・バスタン | 1989    | EMI (ヴァージン)        | 仏語歌唱版 DVD盤あり  |
| ヴァレリー・ゲルギエフ | キーロフ歌劇場管弦楽団・合唱団                              | ミハイール・キット エヴゲーニー・アキーモフ ラリッサ・デャチコーヴァ アレクサンドル・モローゾフ コンスタンチン・プルージニコフ ヴァシーリイ・ゲレッロ ウラディーミル・ヴァネーエフ ラリッサ・シェフチェンコ ズラータ・ブルィチョーヴァ リア・シェフツォーヴァ アンナ・ネトレプコ グリゴーリイ・カラショーフ フョードル・クズネツォーフ オーリガ・コルジェンスカヤ フョードル・クズネツォーフ | 1997/98 | デッカ (旧フィリップス) | ライヴ盤              |
| トゥガン・ソヒエフ     | マーラー・チェンバー・オーケストラ ヨーロッパ合唱アカデミー | アレクセイ・タノヴィツキー アンドレイ・イリュシュニコフ ナジェジュダ・セルヂュク エドゥアルド・ツァンガ パヴェル・シュムレヴィッチ エカテリーナ・シマノヴィッチ 他 | 2004    | Bel Air                 | 映像盤 ロシア語歌唱版 |
| リチャード・ヒコックス | オーストラリア・オペラ管弦楽団・合唱団                      | ブルース・マーティン ジョン・マクマスター Deborah Humble Teddy Tahu Rhodes William Ferguson Warwick Fyfe Jud Arthur Elizabeth Whitehouse | 2005    | シャンドス              | 英語歌唱版            |

## 参考資料
- 『最新名曲解説全集20 歌劇3』（音楽之友社）
- 『作曲家別名曲解説ライブラリー20 プロコフィエフ』（音楽之友社）
- 『新グローヴ オペラ事典』（白水社、スタンリー・セイデイ著）